# Gna

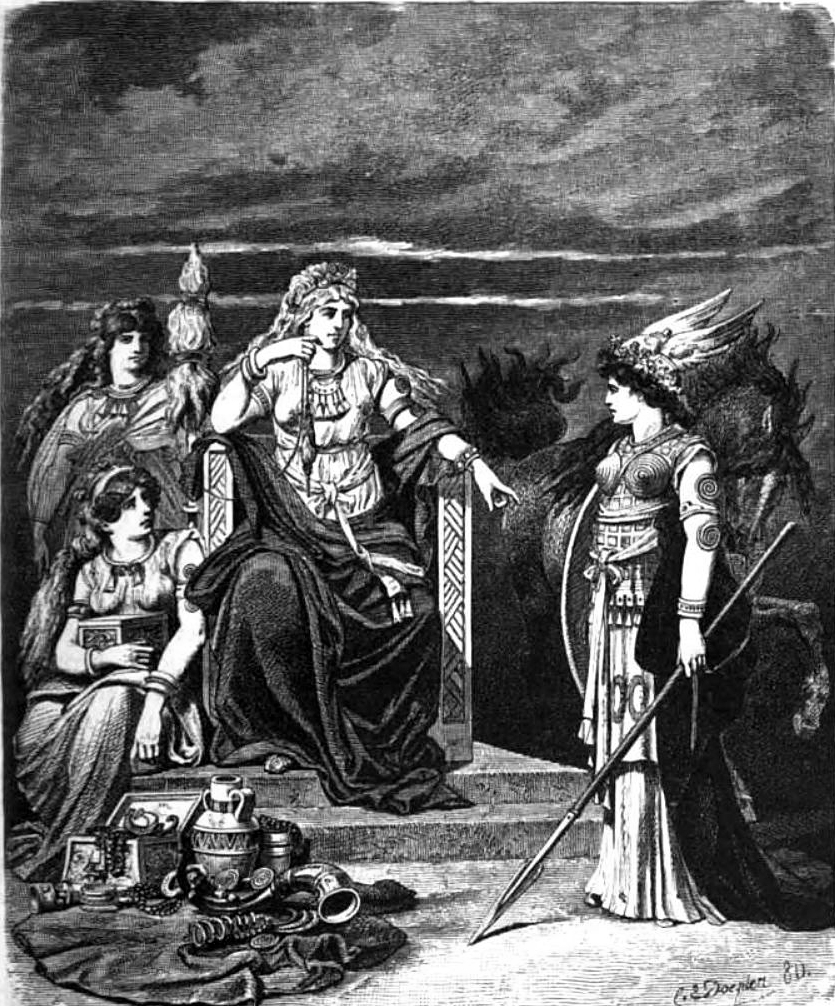
Gnå med hästen Hovvarpne, framför den på en tron sittande Frigg. Till vänster Fulla med skrinet, och bakom henne Hlín. Illustration (1882) av Carl Emil Doepler.

Gnå eller Gna (fvn Gná, Gnô eller Gnǫ́) är enligt Snorre Sturlasson en av de lägre asynjorna i nordisk mytologi. Hon är gudinnan Friggs budbärerska, som ilar på hästen Hovvarpne genom luften och över hav för att i alla mytologins olika världar uträtta sin härskarinnas ärenden.
Utöver Snorres berättelse har Gnå endast lämnat blygsamma spår i källorna. Hennes namn finns i två av namntulorna; dels i en förteckning över asynjor och dels i en lista över obestämda kvinnoheiten. Dessutom finns namnet som grundord i en lång rad skaldiska kvinnokenningar, av vilka flera tycks ha skapats på 900-talet av skalderna Gísli Súrsson och Kormákr Ǫgmundarson.
Jacob Grimm gissade att Gnå var en personifikation av ryktet; alltså en nordisk motsvarighet till den romerska gudinnan Fama, som till skillnad från Gnå var bevingad. Gnå rider i stället en flygande häst, vilken Grimm tänkte sig motsvara en pegasos. Men Gnås häst liknar mest de valkyriors hästar som omtalas i Den poetiska Eddans Helgekväden, vilka kunde galoppera genom luften och över vatten – lopt ok lǫg – en ordsammanställning som även Snorre använder då han berättar om Gnås springare.

## Källtexterna

### Gylfaginning
Gnå omtalas i Gylfaginning 35; ett kapitel som Snorre helt ägnar åt asynjor. Gnå nämns här som den fjortonde gudinnan – men numreringen är slumpmässig och återspeglar ingen rangordning. Frigg nämns visserligen först, ty hon är den främsta av dem alla, men Freja, som enligt Snorre är ”den förnämsta efter Frigg”, kommer först på sjätte plats.
Detta är vad Snorre skriver om Gnå:
| Den fjortonde är Gnå. Henne sänder Frigg på ärenden i olika världar. Hon har en häst som springer över luft och vatten, den heter Hovvarpne. En gång när hon kom ridande, såg några vaner hennes färd i luften. Då sade en av dem: “Vad flyger där? Vad far där, och färdas genom luften?” Hon svarade: “Jag flyger inte, fast jag far och färdas genom luften på Hovvarpne, som Hamskerpe fick med Gardrofa.” Efter Gnås namn säger man att det som far högt upp gnæfar. | Fjórtánda Gná: hana sendir Frigg í ymsa heima at eyrindum sínum. Hon á þann hest er renn lopt ok lǫg, er heitir Hófvarfnir. Þat var eitt sinn er hon reið at Vanir nokkvorir sá reið hennar í loptinu. Þá mælti einn: “Hvat þar flýgr? Hvat þar ferr eða at lopti líðr?” Hon segir: “Ne ek flýg þó ek fer ok at lopti líðk á Hófvarfni þeim er Hamskerpir gat við Garðrofu.” Af Gnár nafni er svá kallat at þat gnæfar er hátt ferr. |  |

Detta är allt som berättas om Gnå, och några fler källor finns inte. Snorres egen källa har varit ett nu förlorat kväde, *Gnárljóð, ur vilket han citerar en frågande halvstrof och en svarande helstrof på versmåttet ljóðaháttr. Ett försök att utifrån Snorres text rekonstruera ytterligare två och en halv strof ur samma dikt gjordes 1956 av Åke Ohlmarks. Värdet av sådana rekonstruktioner kan alltid diskuteras eftersom vi aldrig kommer att få veta hur mycket som blev rätt (såvida inte ursprungsdikten bleve mirakulöst återfunnen) – men de fäster likväl uppmärksamheten vid att Snorre av språket att döma ofta ligger mycket nära sina källor. Då han inte direkt citerar en dikt parafraserar han den: Hans prosa är rytmisk.
Inte heller hästen Hovvarpne omtalas någon annanstans förutom i en tula med hästnamn. Lika okänd är märren Gardrofa, men namnet ser ut att betyda ”gärdsgårdsbrytare”. Hingstnamnet Hamskerpir har antagits vara identiskt med ett namn Hamskarpr som finns i samma tula som Hovvarpne. Namnföljden i tulan är ”blóðhófr, hamskarpr, brúnn, hófvarpnir”. Blóðhófr är samma namn som Blóðughófi (”med blodig hov”), vilken är guden Frejs häst. Frej tillhör vanerna, och vaner var det också som enligt Snorre såg Gnås färd i luften – men varför det just var vaner är okänt. Att dessa hästnamn i tulan kommer i följd skulle dock kunna antyda att de är hämtade från samma myt – en myt som Snorre har känt till men som nu är förlorad.
Eftersom Gnå uppges fara fram i luften utan att flyga, har den hypotesen framförts att det rör sig om själsflykt. Själsresor ”är ett av de mest frekventa motiven knutna till trolldom och s.k. schamanism världen runt,” skriver Stephen Mitchell, ”och ofta reser den sovande genom att flyga”. I Ynglingasagan berättas exempelvis att Oden ibland uträttade egna och andras ärenden på detta vis. ”Oden kunde skifta hamn. Kroppen låg då som sovande eller död, men själv var han fågel eller fyrfotadjur, fisk eller orm och for på ett ögonblick till avlägsna länder, i egna eller andras ärenden.” ”Föreställningen att en människa ligger sovande medan hennes ande reser annorstädes, kan vara en lämplig lösning på vad Gná menar med sitt påstående att hon inte flyger fastän hon far och färdas genom luften”, enligt Mitchell.

### Kenningar
Gnås namn förekommer också som heite i en rad skaldiska kenningar för ”kvinna”. I några av dessa beskrivs Gnå som en beskyddande valkyria (hjǫrnets Gná, borða Gná, ”sköldens Gnå”), men oftast som en kvinna där bestämningsorden anknyter till härden (geira Gná), den textila sfären (tvinna Gná) eller – vilket är vanligast – anspelar på hennes smycken. Som exempel på sådana kenningar kan nämnas hringa Gná, steina Gná (en kvinna prydd med smyckestenar), bógar hrauns Gná (”bröst-rösets Gnå” – hon bär alltså ett steinasǫrvi-smycke av bärnstenar), ǫldu ljósa Gná (”guldets Gnå”), linnbeðjar Gná (”ormbäddens Gnå”, det vill säga en guldsmyckad kvinna), med flera. Den kanske äldsta kända Gná-kenningen, som dessutom är en av de mest svårtolkade, är Glitnis Gná i Tjodolfs Ynglingatal från 900-talets början. Sophus Bugge var den förste som tolkade detta som en kenning för gudinnan Hel; en tolkning till vilken även Finnur Jónsson senare anslöt sig. Skalden har i så fall använt ett gudinnenamn som heite i en kenning för en annan gudinna. Tolkningen tycks nu vara accepterad.

## Namnet
Betydelsen av namnet Gnå är oviss. Åke Ohlmarks såg Gnå som ”en gammal personifikation av det oförtrutna nitet och idén ’hon som gnor och gnor’.” Att Gná (Gnô, Gnǫ́) skulle ha något med det svenska ”gno” att göra är dock tvivelaktigt. Traditionellt har namnet brukat översättas ”den högt svävande”, vilket hänger samman med att Snorre Sturlasson kopplade namnet till gnæfa, som betyder ”höja sig över” eller ”hänga ut över” (om exempelvis en klippa). Rudolf Simek skriver att Snorres förklaring inte nödvändigtvis behöver vara riktig, ”men det är likväl osäkert vad namnet annars skulle kunna betyda”.